# Hamerská hospoda
Hamerská hospoda se nachází ve Svobodných Hamrech, části obce Vysočina v okrese Chrudim v Pardubickém kraji. Historický roubený hostinec je zapsaný v Ústředním seznamu nemovitých kulturních památek České republiky. Objekt, provozovaný jako „Hamerská krčma“, je v soukromém vlastnictví. Hamerská hospoda je součástí vesnické památkové zóny Svobodné Hamry, vyhlášené 22. září 1995.

## Historie
Vznik hospody je s největší pravděpodobností spojen s historií Svobodných Hamrů (původním názvem Hamr na Kamenici) a zdejší železářskou výrobou, která zanikla kolem roku 1680. První písemná zmínka o hostinci je uvedena v tzv. „vejsadním listu“ z roku 1613.

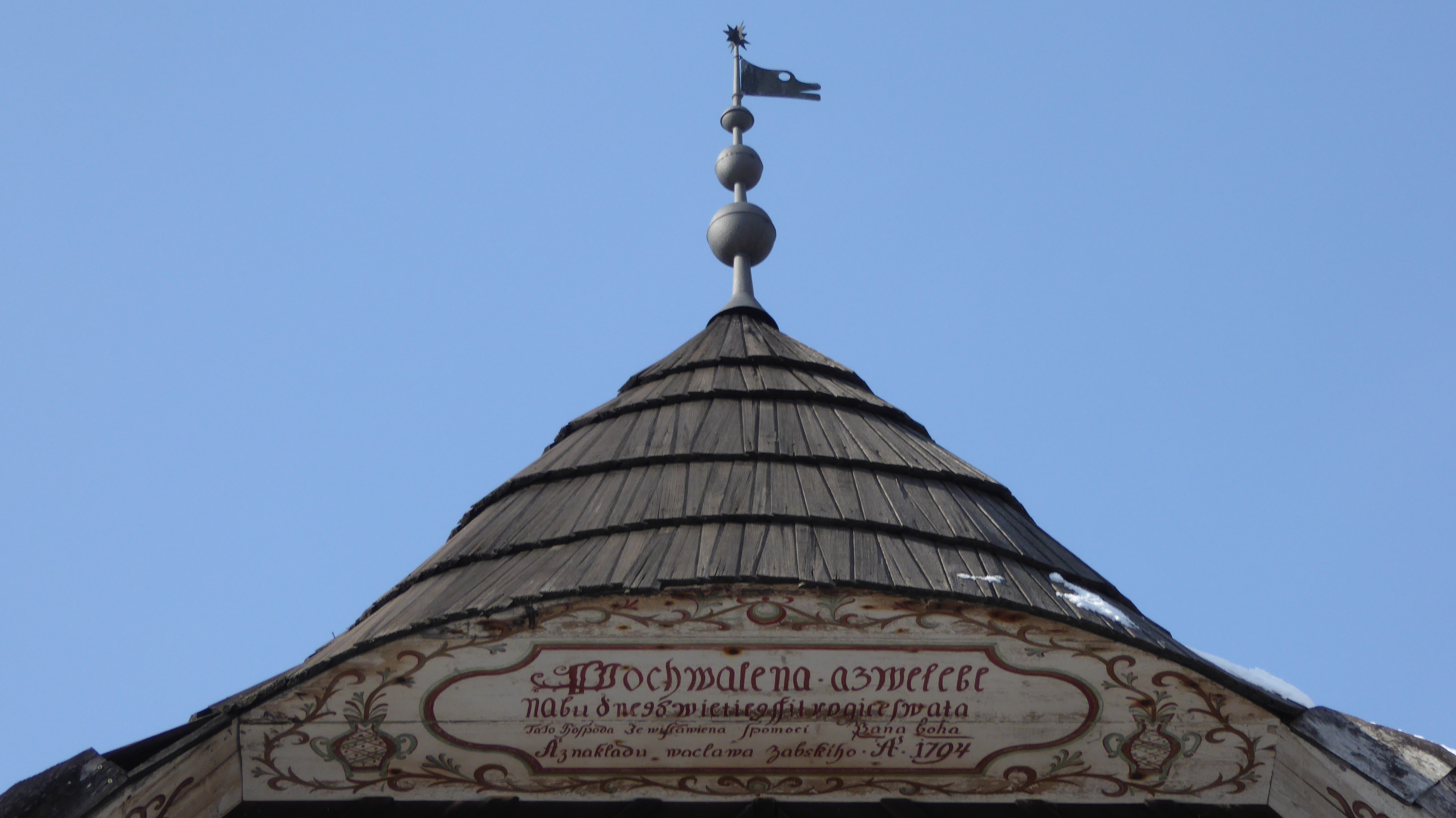
Nápis na záklopovém prkně

Dle záznamu v Tereziánském katastru se první přestavba objektu uskutečnila v roce 1717 a další následovala v roce 1794, jak dokládá i nápis na záklopovém prkně pod kabřincem.
Roubený objekt od svého vzniku až po 21. století stále sloužil jako hostinec a byl také střediskem místního společenského a kulturního života. Konala se zde i divadelní představení a plesy. Poslední divadelní představení se v Hamerské hospodě uskutečnilo v roce 1940, poslední ples v roce 1977.
Pobývala zde také řada umělců. V roce 1925 se sem přistěhoval malíř a básník František Kaván, jehož žena Helena posléze ve Svobodných Hamrech zemřela. V hostinci byli ubytováni i další malíři – Gustav Macoun, Josef Brož, Josef Hašek, František Emler, Rudolf Hanych a jiní. Stěny v interiéru hospody byly pomalovány obrazy těchto umělců, obrazy však byly zabíleny v roce 1962.

## Popis

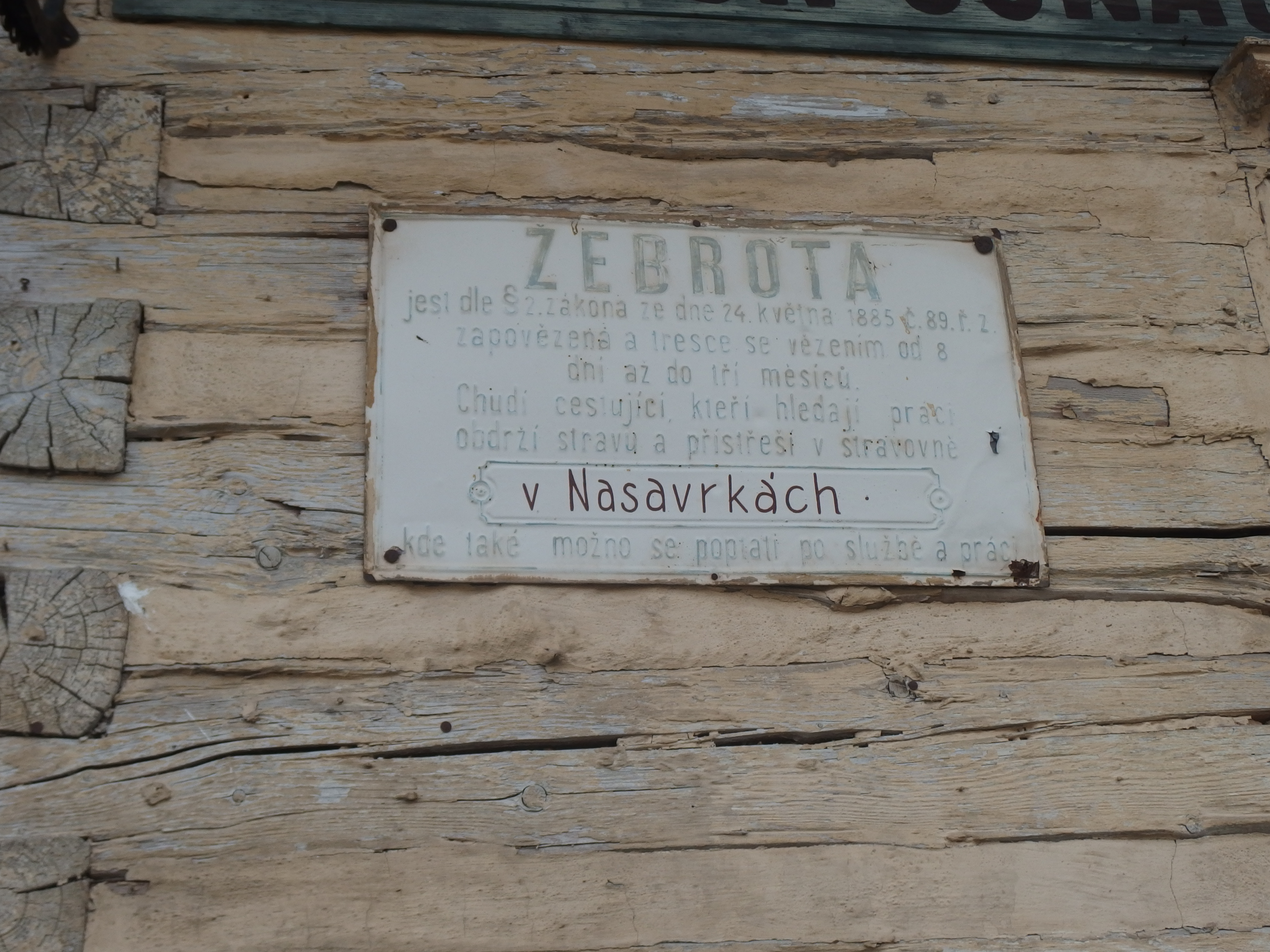
Tabulka se zákazem žebroty

Hamerská hospoda se nachází v centrální části vesnice, obklopené ze tří stran meandrujícím tokem Chrudimky, téměř naproti areálu památkově chráněného vodního železářského hamru z 15. století a mlýna z 18. století. O zhruba pět desítek metrů dále směrem na jih jsou další místní pamětihodnosti – barokní socha sv. Jana Nepomuckého a původně renesanční zámeček, vystavěný na místě tvrze z 15. století a upravený v historizujícím stylu na konci 19. století.
Roubená stavba hostince má sedlovou střechu, která byla až do roku 1945 kryta šindelem, ten byl pak nahrazen eternitem. Na záklopovém prkně pod kabřincem je nápis: „Pochválena a zvelebena buď nejsvětější trojice svatá. Tato hospoda je vystavěna s pomocí Pána Boha a z nákladu Václava Zábskýho. A 1794“. Hlavním důvodem zmíněné přestavby z roku 1794 bylo vybudování velké šenkovní místnosti, která až do 19. století sloužila zároveň jako hlavní obytná světnice.Stěny v interiéru hospody jsou obílené, strop podpírají dva příčné trámy. Výčepní pult pochází z konce 19. století, stejně jako tabulka s nápisem o zákazu žebroty, umístěna venku na průčelí hospody.